# Świeca Niepodległości
Świeca Niepodległości – świeca podarowana w 1867 roku przez Polaków papieżowi Piusowi IX podczas kanonizacji Jozafata Kuncewicza, od 2018 roku znajdująca się w Świątyni Opatrzności Bożej.

## Historia

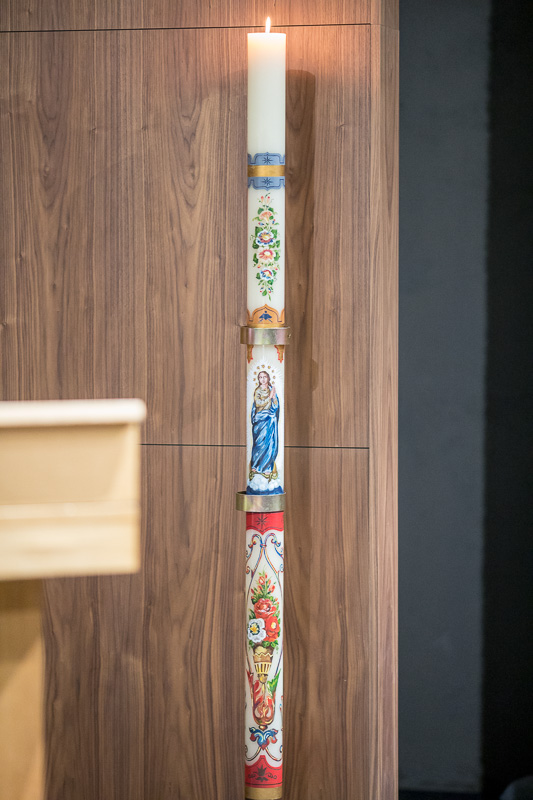
Świeca Niepodległości

29 czerwca 1867 roku odbyła się kanonizacja Jozafata Kuncewicza. Podczas uroczystości delegacja polska wręczyła Piusowi IX w ramach wdzięczności świecę. Po kanonizacji świeca została przeniesiona do Papieskiego Kolegium Polskiego, gdzie miała być przechowywana do czasu odzyskania przez Polskę niepodległości. W 1919 roku Benedykt XV polecił kardynałom Edmundowi Dalborowi i Aleksandrowi Kakowskiemu przeniesienie świecy do Polski. 10 stycznia 1920 roku świeca została przewieziona do Warszawy. Kolejnego dnia przeniesiono ją do Pałacu Arcybiskupiego, a następnie do archikatedry, gdzie podczas mszy świętej została zapalona.
Podczas II wojny światowej świeca, jeszcze przed zburzeniem archikatedry, została przeniesiona do warszawskiego seminarium duchownego. W seminarium świeca była przechowywana do 2018 roku, po czym została przekazana Świątyni Opatrzności Bożej. Świeca jest zapalana raz w roku, podczas obchodów Narodowego Święta Niepodległości.

## Wygląd
Świeca mierzy 180 cm, jest wykonana z białego wosku pszczelego. Na świecy znajduje się podobizna Maryi, ubranej w złotą tunikę i niebieski płaszcz. Maryja stoi na półksiężycu, a jej głowa jest otoczona dwunastoma gwiazdami. Na świecy znajdują się także motywy kwiatowe: bukietu i girlandy.